# 阿尼施·薩卡爾
阿尼施·薩卡爾（2021年1月26日—）是印度國際象棋棋手。自2024年11月以來，他是世界上最年輕的世界西洋棋聯合會棋手。

## 國際象棋生涯
阿尼施·薩卡爾對國際象棋興趣開始於2024年1月。
2024年9月，他參加了2024年第一屆SXCCAA全孟加拉快速評級公開賽，在那裡他獲得了他的第一個評級（快速），並有機會與超級大師阿瓊·埃里蓋西 (Arjun Erigaisi) 進行模擬比賽。
2024年11月，他以3歲10個月的年齡成為世界上最年輕的國際棋聯等級分棋手。上個月，他參加了西孟加拉邦 U9 錦標賽，在 140 名選手中以 5.5/8 的成績排名第 24 位。他在最後兩輪擊敗了兩名評級選手（Arav Chatterjee 和 Ahilaan Baishya）。隨後，他參加了西孟加拉邦 U13 錦標賽，並獲得了他的第一個國際棋聯官方等級分1556分。
這打破了Tejas Tiwari的紀錄，此前他年僅5歲，是最年輕的國際棋聯選手。